# Edward Hinks
Pour les articles homonymes, voir Hinks.
Edward Hinks, né à Croydon en 1879 et mort le 25 mai 1946 à Londres, est un chimiste analytique britannique.

## Biographie
Il étudie à la Whitgift Grammar School où il se fait surtout remarquer pour ses dispositions athlétiques diverses : courses, natation, etc. et fait même de l'escalade en Suisse. En 1899, il entre au King's College où il a pour professeur John Millar Thomson (en). Diplômé en chimie en 1904, il devient assistant du laboratoire de Thomas Stevenson au Guy's Hospital. Il devient un chimiste analyste reconnu et, en 1914-1918 sert durant la Première Guerre mondiale en Mésopotamie. Il est alors mentionné deux fois dans les dépêches,.
Membre du Royal Institut of Chemistry, il y est au conseil d'administration durant six années et en devient vice-président en 1930. Il est aussi Président de la Society for Analytical Chemistry en 1928-1929.